# میدان نفتی غوار
میدان غوار (به عربی: حقل الغوار) بزرگترین میدان نفتی جهان می‌باشد، که در کشور عربستان سعودی، در فاصله ۱۰۰ کیلومتری از جنوب‌غربی شهر ظهران و در غرب شهرهای احسا و هفوف مستقر می‌باشد. این میدان در سال ۱۹۴۸ توسط شرکت نفتی آمریکایی اکسون کشف شد. مجموع ذخیره درجای نفت خام میدان غوار در حدود ۱۷۰ میلیارد بشکه برآورد می‌گردد و حجم ذخایر قابل برداشت آن نیز بالغ بر ۴۸ میلیارد بشکه تخمین زده می‌شود. ظرفیت تولید نفت خام این میدان ۳ میلیون و ۸۰۰ هزار بشکه در روز و ظرفیت تولید گاز آن ۵۷ میلیون مترمکعب در روز می‌باشد.

## تاریخچه
میدان نفتی غوار در سال ۱۹۴۸ توسط شرکت اکسون کشف شد. که یکسال قبل، پیمان شراکت با شرکت سعودی آرامکو به امضا رسانده بود. بهره‌برداری از این میدان از سال ۱۹۵۱ آغاز شد. این میدان بزرگترین منبع نفت صادراتی عربستان می‌باشد، به طوریکه تا سال ۲۰۰۵ در حدود ۶۰ میلیارد بشکه نفت از این میدان استحصال شده است. بیشترین میزان برداشت از این میدان در سال ۱۹۸۱ انجام شد که روزانه ۵٫۷ میلیون بشکه از این میدان استحصال می‌شد. این رقم برداشت در یک سال تاریخ صنعت نفت در جهان بی‌نظیر است. این میدان همچنین روزانه ۵۷ میلیون متر مکعب گاز تولید می‌کند. مالکیت و حق بهره‌برداری این میدان متعلق به شرکت آرامکو عربستان می‌باشد. این شرکت اعلام کرده که ۴۸ درصد درآمدهای این شرکت از طریق فروش نفت این میدان حاصل می‌شود.

## نواحی میدان
این میدان خود از ۶ حوزهٔ استخراج نفت و گاز تشکیل شده که به ترتیب از شمال به جنوب عبارتند از: فرزان، عین دار، شدقم، عثمانیه، حویة و حرض.
- حویه: حویه یک حوزهٔ گازی واقع در ۲۲۰ کیلومتری جنوب ظهران است. این حوزه در سال ۲۰۰۱ به بهره‌برداری رسید. با اتمام کار توسعهٔ تجهیزات در سال ۲۰۰۹، میزان برداشت مد نظر از این حوزه ۸۰۰ میلیون فوت مکعب در روز است که قابل افزایش تا ۲٫۴ میلیارد فوت مکعب قابل افزایش است.[۳] در دههٔ ۹۰ میلادی از این حوزه رکورد ۵۳۰٬۰۰۰ بشکه در روز نیز به ثبت رسیده است، اما امروزه به دلیل کاهش حجم نفت موجود در مخزن و مشکلات فنی به همراه، تنها محصول آن را گاز شامل می‌شود.[۴]
- حرض: حرض یکی از حوزه‌های نفتی میدان غوار است که تکمیل مجتمع بهره‌برداری آن در سال ۲۰۰۶ انجام شد. این میدان فقیرترین ذخیرهٔ نفت را در میان مخازن میدان غوار داراست و از آن به مدت ۱۰ سال، روزانه ۱۰٬۰۰۰ بشکه نفت برداشت می‌شود.[۵]
- عین دار: قدیمی‌ترین حوزهٔ میدان غوار می‌باشد که امروزه به دلیل برداشت زیاد در مدت زمان طولانی دچار افت فشار شده و نیاز به عملیات EOR جهت استخراج دارد.[۶]
- عثمانیه: عثمانیه با تولید ۱٫۶ میلیارد فوت مکعب گاز طبیعی در روز، بزرگ‌ترین حوزهٔ تولید گاز میدان غوار می‌باشد. گاز خروجی از این حوزه توسط یک خط لوله به نام UBTG-3 به طول ۲۵۰ کیلومتر به پایانه نفتی جُعَیمه در خلیج فارس منتقل می‌شود.[۴]

## مشخصات میدان
میدان نفتی غوار ۲۵۰ کیلومتر طول و ۱۵ کیلومتر عرض دارد و به صورت نوار پیوسته‌ای از سمت شمال به جنوب کشیده شده است.